# Élections législatives françaises de 1956
Des élections législatives se sont déroulées le 2 janvier 1956. Dernières élections parlementaires de la IVe République, elles prendront part dans un contexte de crise politique et verront la campagne électorale dominée par la passion qui anime les candidats des différentes forces en lice.

## Contexte
Le 5 février 1955, l'Assemblée nationale refuse sa confiance au gouvernement Pierre Mendès France, qui démissionne. La volonté de l'ex-président du conseil de gouverner en coordonnant la politique ministérielle, les craintes du Parti communiste français de se voir concurrencé par une nouvelle force au sein de l'électorat de gauche et l'hostilité du Mouvement républicain populaire comme de la droite, qui désapprouvent pour l'un la politique étrangère, pour l'autre les projets économiques du gouvernement fraichement renversé, auront eu raison de l'expérience Mendès-France. La démission de ce dernier mécontente une majorité de Français, qui approuvait assez largement les orientations prises par Pierre Mendès-France en matière de politiques coloniales, économiques et industrielles.
Edgar Faure, lui aussi membre du Parti radical, lui succède. Sa démarche semble proche de celle de son prédécesseur, reprenant ses projets dans les domaines colonial et économique. Sa contribution au déblocage de la situation au Maroc et sa prise de position en faveur d'une nouvelle politique algérienne ne suffiront pas à faire taire la contestation, entretenue par les tensions en Algérie, les critiques des tenants du mendésisme et le mouvement poujadiste, qui prennent en tenaille la majorité sur sa gauche comme sur sa droite. Pour tenter de mettre fin à ces contestations, Edgar Faure va faire en sorte d'obtenir la dissolution de l'Assemblée, après sa mise en minorité par les députés le 29 novembre 1955, consécutive au rejet d'un projet de loi visant à instaurer le scrutin uninominal à deux tours pour l'élection des députés, sur lequel il avait engagé la responsabilité de son gouvernement. En vertu de la constitution, la proximité des deux derniers renversements de gouvernements par la chambre basse lui donnait le droit de recourir à la dissolution de cette dernière, ce qu'il fit le 1er décembre. Des élections législatives anticipées furent fixées au 2 janvier de l'année suivanted'élection

## Mode de scrutin
Les modalités de la loi électorale du 9 mai 1951, dite loi des apparentements, restent en vigueur, inscrites dans le nouveau Code électoral. Les circonscriptions ont pour cadre les départements. Les départements ayant plus de 10 sièges sont divisés en plusieurs circonscriptions de 4 à 11 sièges. En Algérie et dans les territoires d'outre-mer administrés par la France, les circonscriptions et le nombre de sièges par circonscription sont fixés par la loi électorale.
Si une liste obtient seule une majorité absolue des suffrages exprimés, elle remporte tous les sièges à pourvoir dans la circonscription.
Si un regroupement de listes « apparentées » avant le déroulement du scrutin obtiennent ensemble une majorité absolue de suffrages exprimés, le regroupement remporte tous les sièges à pourvoir dans la circonscription. Les sièges sont répartis entre les listes du regroupement suivant la méthode de la plus forte moyenne.
Dans le cas où aucune liste ni aucun groupement de listes apparentées n'obtient une majorité absolue des suffrages exprimés, alors les sièges de la circonscription sont distribués entre toutes les listes au scrutin proportionnel suivant la méthode de la plus forte moyenne.
Les listes qui ont reçu moins de 5 % des suffrages sont exclues de la répartition des sièges.
Les apparentements avaient permis en 1951 à la Troisième force de se maintenir au pouvoir, en obtenant une confortable majorité de sièges à l'Assemblée nationale, reléguant communistes et gaullistes dans l'opposition. Mais l'éclatement de celle-ci, additionné à un fort émiettement au centre de l'échiquier politique, rendaient fort peu probable la garantie d'efficacité de cette loi pour la majorité sortante.
Il y a 594 sièges à pourvoir, sur le total de 626. Les trente élus d'Algérie sont maintenus à cause de l'ajournement des élections. Deux autres sièges ne sont pas pourvus (Charente-Maritime ; Établissements français de l'Océanie).
Le panachage et le vote préférentiel sont permis selon les modalités suivantes :
- L'électeur peut panacher la liste pour laquelle il vote en y rayant le nom d'un ou plusieurs candidats. Il peut soutenir par un vote préférentiel un ou plusieurs candidats de la liste en inscrivant une croix avant ou après le nom du candidat.
- Si moins de la moitié des électeurs d'une liste l'ont panachée ou ont inscrit un vote préférentiel, les sièges sont attribués selon l'ordre de présentation de la liste.
- Si plus de la moitié des électeurs d'une liste l'ont panachée ou ont inscrit un vote préférentiel, les sièges sont attribués selon l'ordre déterminé par les électeurs, en additionnant les votes préférentiels reçus par chaque candidat de la liste, auquel sont soustraits le nombre de fois où leur nom a été rayé[4].

## Forces
Le paysage politique se partage vite en quatre grandes forces politiques :
- Le Parti communiste français, isolé, cherche à se rapprocher des partis de la gauche de gouvernement conformément à la détente pratiquée en URSS, mais ces derniers rejettent toute idée d’alliance avec lui.
- Le Front républicain, rassemblant la SFIO, le Parti radical, l’UDSR et les Républicains sociaux, mené par Pierre Mendès France. Cette vaste coalition de centre gauche, dominée par la pensée de Mendès-France et dirigée par des hommes tels que François Mitterrand, Guy Mollet ou Jacques Chaban-Delmas, s’inscrit dans une tendance réformiste, et met en avant des projets audacieux en matière de réformes institutionnelles et sociales et de politique coloniale. Le Front républicain utilise comme icône la Marianne républicaine.
- La majorité sortante, regroupant la droite unifiée au sein du Centre national des indépendants et paysans (CNIP), le MRP, l’aile droite du Parti radical et quelques Républicains sociaux se coalise autour d’Edgar Faure (exclu du Parti radical) et d’Antoine Pinay.
- L’extrême droite, dominée par les poujadistes de l’Union de défense des commerçants et artisans, mène une campagne particulièrement active et parfois violente, s’en prenant aux politiques fiscales menées jusqu’alors, au régime parlementaire et à l’« État dépensier ». Son leader, Pierre Poujade, qui tient un discours populiste, antiparlementariste et nationaliste, se tourne vers les petits commerçants, les artisans et les classes défavorisées, et s’en prend directement aux parlementaires avec son slogan « sortez les sortants ! ». Les discours des candidats poujadistes dérivent parfois vers l’antisémitisme et plusieurs candidats de la majorité sortante sont agressés physiquement. Pierre Mendès-France est généralement la principale cible des critiques de ces candidats.

## Campagne
Comme prévu, Pierre Mendès-France et ses projets sont au cœur du débat. Les institutions, les problèmes sociaux ou encore la question algérienne font l'objet d'âpres débats, tandis que les moyens audiovisuels commencent à jouer un rôle déterminant.
Les poujadistes mènent une campagne particulièrement virulente. Plusieurs représentants des partis traditionnels candidats à leur succession sont agressés physiquement par les militants d'extrême droite, et Pierre Mendès-France est généralement la principale cible des critiques antisémites. Bien qu'ils tentent de soulever l'indignation populaire dans l'espoir de généraliser un mouvement de rejet en bloc du régime et de ses tenants, les poujadistes n'empêchent pas Mendès-France de dominer le paysage politique tout au long de la campagne.

## Résultats
| Parti                    | Parti                                                    | Parti                                                 | Voix       | %     | Sièges | +/- |  |
| ------------------------ | -------------------------------------------------------- | ----------------------------------------------------- | ---------- | ----- | ------ | --- |  |
|                          |                                                          | Centre national des indépendants et paysans (CNIP)    | 3 259 782  | 14,99 |        |     |  |
|                          | Action républicaine et sociale (ARS)                     |                                                       | 3 259 782  | 14,99 |        |     |  |
|                          | Mouvement républicain populaire (MRP)                    | 2 366 321                                             | 10,88      |       |        |     |  |
|                          | dissidents radicaux                                      | 838 321                                               | 3,85       |       |        |     |  |
|                          | dissidents UDSR                                          | 838 321                                               | 3,85       |       |        |     |  |
|                          | dissidents Républicains sociaux                          | 585 764                                               | 2,69       |       |        |     |  |
| Total Centre droit       | Total Centre droit                                       | 7 050 188                                             | 32,41      |       |        |     |  |
|                          |                                                          | Section française de l'Internationale ouvrière (SFIO) | 3 247 431  | 14,93 |        |     |  |
|                          | Parti radical                                            | 2 389 163                                             | 10,99      |       |        |     |  |
|                          | Union démocratique et socialiste de la Résistance (UDSR) | 2 389 163                                             | 10,99      |       |        |     |  |
|                          | Républicains sociaux (RS)                                | 256 587                                               | 1,18       |       |        |     |  |
| Total Front Républicain  | Total Front Républicain                                  | 5 893 181                                             | 27,10      |       |        |     |  |
|                          | Parti communiste français (PCF)                          | Parti communiste français (PCF)                       | 5 514 403  | 25,36 |        |     |  |
|                          | Union progressiste (UP)                                  |                                                       | 5 514 403  | 25,36 |        |     |  |
|                          | Union et fraternité française (UFF)                      | Union et fraternité française (UFF)                   | 2 744 562  | 12,62 |        |     |  |
|                          | Poujadistes et extrême droite                            |                                                       | 2 744 562  | 12,62 |        |     |  |
|                          | Rassemblement national français                          |                                                       | 2 744 562  | 12,62 |        |     |  |
|                          | Autres                                                   | Autres                                                | 98 600     | 0,46  |        |     |  |
|                          |                                                          |                                                       |            |       |        |     |  |
| Votes valides            | Votes valides                                            | Votes valides                                         | 21 500 790 | 96,97 |        |     |  |
| Votes blancs et nuls     | Votes blancs et nuls                                     | Votes blancs et nuls                                  | 671 167    | 3,03  |        |     |  |
| Total                    | Total                                                    | Total                                                 | 22 171 957 | 100   | 594    | 32  |  |
| Abstentions              | Abstentions                                              | Abstentions                                           | 4 602 942  | 17,19 |        |     |  |
| Inscrits / participation | Inscrits / participation                                 | Inscrits / participation                              | 26 774 899 | 82,81 |        |     |  |

## Composition de l'Assemblée nationale
| Groupe parlementaire               | Groupe parlementaire               | Groupe parlementaire                                                                     | Députés                            | Députés                            | Députés |
| Groupe parlementaire               | Groupe parlementaire               | Groupe parlementaire                                                                     | Membres                            | Apparentés                         | Total   |
| ---------------------------------- | ---------------------------------- | ---------------------------------------------------------------------------------------- | ---------------------------------- | ---------------------------------- | ------- |
|                                    | COM & RP                           | Communistes et Républicains progressistes                                                | 149                                | 1                                  | 150     |
|                                    | IPAS & PAYSAN                      | Indépendants et paysans d'action sociale et Paysan                                       | 92                                 | 3                                  | 95      |
|                                    | SOC                                | Socialiste                                                                               | 94                                 | 0                                  | 94      |
|                                    | MRP & IOM                          | Mouvement républicain populaire et Indépendants d'outre-mer                              | 80                                 | 3                                  | 83      |
|                                    | RRRS                               | Républicain radical et radical-socialiste                                                | 54                                 | 4                                  | 58      |
|                                    | UFF                                | Union et fraternité française                                                            | 51                                 | 1                                  | 52      |
|                                    | RS                                 | Républicains sociaux                                                                     | 21                                 | 1                                  | 22      |
|                                    | UDSR & RDA                         | Union démocratique et socialiste de la Résistance et Rassemblement démocratique africain | 18                                 | 1                                  | 19      |
|                                    | RGR-CR                             | Rassemblement des gauches républicaines et du Centre républicain                         | 10                                 | 4                                  | 14      |
|                                    |                                    |                                                                                          |                                    |                                    |         |
| Total de députés membre de groupes | Total de députés membre de groupes | Total de députés membre de groupes                                                       | Total de députés membre de groupes | Total de députés membre de groupes | 587     |
|                                    | Députés non-inscrits               | Députés non-inscrits                                                                     | Députés non-inscrits               | Députés non-inscrits               | 7       |
|                                    |                                    |                                                                                          |                                    |                                    |         |
| Total des sièges pourvus           | Total des sièges pourvus           | Total des sièges pourvus                                                                 | Total des sièges pourvus           | Total des sièges pourvus           | 594     |
| Non autorisés à siéger             | Non autorisés à siéger             | Non autorisés à siéger                                                                   | Non autorisés à siéger             | Non autorisés à siéger             | 2       |
| Non pourvus (Algérie)              | Non pourvus (Algérie)              | Non pourvus (Algérie)                                                                    | Non pourvus (Algérie)              | Non pourvus (Algérie)              | 30      |

## Analyse des résultats
La coalition fauriste l'emporte de justesse, malgré la concurrence sérieuse du Front Républicain qui totalise des résultats proches des siens.
La droite sort renforcée de ce scrutin. Le nouveau Centre national des indépendants et paysans et plusieurs listes dissidentes, alliés à quelques listes du centre ou de la droite radicale (Réforme de l'État, notamment, qui prend part à quelques apparentements avec les modérés), progressent sensiblement par rapport au scrutin de 1951. Ce résultat reste tout de même décevant, la droite traditionnelle n'ayant pas réussi à récupérer l'électorat du RPF, dissous quelques années auparavant, au profit du Front républicain et des poujadistes. La Côte-d'Or et une grande partie du Massif central ont massivement voté pour les listes modérées, tandis que le sud-est, le Midi et les bordures occidentales du Massif central leur sont hostiles : cette géographie est traditionnelle, et ne comporte pratiquement pas d'éléments nouveaux depuis 1951. Le MRP, quant à lui, atteint les 15 % des voix des inscrits dans dix-sept départements, dépassant même les 30 % dans son fief alsacien. Une diagonale, allant du Jura et de la Haute-Savoie aux Basses-Pyrénées, maintient le MRP, au midi d'une ligne continue de départements (de la Dordogne à la Côte-d'Or) dans lesquels il est pratiquement absent. Concernant le centre droit dans son ensemble, ses suffrages se concentrent surtout dans les fiefs conservateurs de la Troisième République : l'est de la France jusqu'au nord des Alpes, l'ouest jusqu'à la Charente et le Massif central jusqu'au Rhône.
La très forte participation démontre que le mécontentement des électeurs s'incarne plus dans le vote protestataire que dans l'abstention : les poujadistes remportent un vif succès en rassemblant 11,6 % des suffrages exprimés et en obtenant quelque 52 sièges (dont 22 leur seront finalement retirés à la suite d'invalidations). L'UDCA a obtenu plus de 10 % des voix des électeurs inscrits dans quarante départements, la plupart situés dans le sud-ouest de la France, d'économie agricole et votant traditionnellement à droite. Les candidats poujadistes ont obtenu plus de 20 % des voix des inscrits dans le Vaucluse, département touché par la crise de la viticulture, et plus de 15 % dans l'Isère, département marqué par de fortes inégalités de développement. Les électeurs poujadistes viennent d'horizons divers, aussi bien de l'extrême gauche que du gaullisme, ce qui permet de penser qu'il s'agit plus d'un phénomène de protestation socio-économique que d'un phénomène politique. Cette vague poujadiste permet à Jean-Marie Le Pen d'entrer pour la première fois à l'Assemblée nationale.
Cela ne sera en revanche d'aucun profit pour les gaullistes, désorganisés à la suite de la dissolution du RPF. Le gaullisme n'est plus représenté à l'Assemblée nationale que par une poignée de Républicains sociaux. Ces derniers maintiennent leurs positions dans des départements où se présentent des hommes prestigieux, comme Chaban-Delmas en Gironde, l'abbé Viallet en Lozère ou encore M. Lemaire dans les Vosges. Les Républicains sociaux obtiennent ainsi plus de 15 % des suffrages des inscrits dans seulement quatre circonscriptions. Hormis un autre petit succès dans le Haut-Rhin, les candidats gaullistes n'obtiennent au moins 5 % des voix des inscrits que dans dix-huit circonscriptions. Par rapport aux résultats obtenus par le RPF en 1951, le recul gaulliste est particulièrement fort dans le nord et dans les grandes villes.
Le Parti radical, qui remonte la pente grâce au prestige de Pierre Mendès France, reste très fort dans le quart sud-ouest de la France. Comme avec les Républicains sociaux, les candidatures de personnalités notables permettent au radicalisme d'obtenir quelque succès localisés, notamment dans le bassin parisien, le Midi méditerranéen et une partie de la Franche-Comté. Il progresse également fortement dans la banlieue parisienne par rapport à 1951. Cette progression se fait peut-être aux dépens des socialistes, eux aussi membres du Front républicain, mais en net recul depuis 1951. Leurs suffrages se concentrent dans le nord, dans l'est et le sud-ouest. Bien que restée dans une partie de la France l'héritière du radical-socialisme du début du siècle, la SFIO tend à redevenir, ailleurs (sauf dans la région parisienne), un parti plus authentiquement ouvrier qu'en 1951. Les départements dominés par les socialistes voient d'ailleurs le succès du Front républicain, assez fort au nord d'une ligne Le Havre-Genève, zone d'économie modernisée la plus homogène du territoire, où l'extrême n'a obtenu qu'un succès limité.
La nouvelle majorité est de gauche, en comptant le PCF, fermement implanté dans le nord-est, le centre, le sud-est et les banlieues parisiennes, redevenu premier parti de France sur tous les points (suffrages et sièges), qui accepte de soutenir ponctuellement le gouvernement Guy Mollet après plusieurs années passées dans l'opposition. Le MRP poursuit son déclin, peut être au profit de la droite, qui devient la deuxième force politique du pays et parvient enfin à s'unifier au sein du CNIP. À l'exception notable du PCF, les groupes parlementaires sont de force comparable et certains, comme les radicaux et l'UDSR, sont en outre partagés entre opposition et majorité : l'émiettement politique perdure.
Il y a 3,0 % de femmes députées.